# Stratos Apostolakis
Stratos Apostolakis (în greacă Στράτος Αποστολάκης, n. 11 mai 1964, Agrinio, Peloponez, Grecia de Vest și Insulele Ionice⁠(d), Grecia), supranumit Turbo, este un fost fotbalist profesionist din Grecia. 

## Carieră
Fostul fundaș nu a fost străin de controverse atunci când a activat ca jucător, deoarece trecerea sa de la Olympiacos la Panathinaikos în 1990 a dus la anularea Supercupei Greciei, deoarece autoritățile s-au temut de revolte. 
Ca fotbalist, a jucat în cei mai buni ani ai săi pentru Panathinaikos, fiind unul dintre jucătorii cheie din spatele turneelor europene ale clubului în Cupa Campionilor Europeni 1991-1992 și în Liga Campionilor 1995-1996. A jucat la Panathinaikos până în 1998. A fost unul dintre cei mai buni fundași pe care i-a văzut țara. El putea juca și ca mijlocaș defensiv. 
De asemenea, a lucrat șase luni ca antrenor de fotbal la Panathinaikos în 2001, înainte de a demisiona din funcția sa la sfârșitul anului și în cele din urmă a preluat sarcina de a antrena echipa olimpică U23 pentru Jocurile Olimpice de vară din 2004 de la Atena. 
În timpul carierei sale de jucător, Apostolakis a jucat de 96 de ori pentru echipa națională de fotbal a Greciei (pentru care a marcat 5 goluri) și a fost membru al echipei naționale la Campionatul Mondial de Fotbal din 1994. Cele 96 de prezențe ale sale în echipa națională au reprezentat un record național până când acesta a fost doborât de Theodoros Zagorakis. 